# Équipe de France féminine de basket-ball des moins de 16 ans
Cet article traite de l'équipe féminine. Pour l'équipe masculine, voir Équipe de France masculine de basket-ball des moins de 16 ans.
Maillots
L'équipe de France féminine de basket-ball des 16 ans et moins est la sélection des meilleures joueuses françaises de 16 ans et moins. Elle est placée sous l'égide de la Fédération Française de Basket-Ball. Le terme 16 ans et moins a remplacé la catégorie Cadettes.

## Histoire

### 2013
5e au championnat d'Europe à Varna Albena (Bulgarie), la France se qualifie pour le Mondial U17 de 2014 en Slovaquie malgré une défaite contre le futur vainqueur en quarts de finale (Espagne), grâce à une victoire 62 à 61 contre la Russie.
L'ailière Ornella Bankolé avec 13,3 points à 32,1 % d'adresse et 10,4 rebonds de moyenne, l'arrière Lisa Berkani avec 9,1 points (34,1 %), et l'intérieure Ana Tadic avec 7,3 points (53,4 %) et 3,9 rebonds se ont montré à leur avantage.

### 2014
L'équipe de France se classe quatrième après avoir été défaite par l'Espagne 61 à 49.

### 2015
La France dispute le championnat d'Europe U16 féminin au Portugal du jeudi 13 au dimanche 23 août prochain. Pour sa première rencontre, la France s'impose 58 à 51 face à l'Allemagne en se détachant dans le dernier quart temps, notamment grâce à Romane Jeanneaux qui inscrit 16 points à 4 tirs réussis sur 7 derrière l'arc. Puis, les Bleues s'imposent 60 à 48 face à la Belgique. Après un premier quart-temps avec une Jeanneaux en vue, Daphné Gnago (10 points et 6 rebonds) a un fort impact, puis l'ailière Kadiatou Sissoko (19 points à 9/11 et 9 rebonds en 28 minutes) inscrit 10 points dans le deuxième quart. Pour le dernier match du premier tour, Cathy Melain ne laisse aucune joueuse plus de 21 minutes sur le terrain sans empêcher une victoire 57 à 50 (35-25 à la mi-temps). Emmanuelle Tahane et Carla M'Baye inscrivent chacune 9 points, Clara Bretagne est complète avec 4 points, 6 rebonds et 6 passes décisives.
Les Bleues l'emportent très difficilement face à la Lettonie 52 à 51 à cause notamment de l'intérieure Aleksa Gulbe (18 points à 7/12) et malgré une grande maladresse avec 20 balles perdues, 32 % de réussite aux tirs et avec un maigre 10 lancers-francs réussis sur 25. Emmanuelle Tahane se met en valeur avec des statistiques complètes (8 points, 7 rebonds dont 4 offensifs, 3 passes et 3 interceptions), mais c'est Tima Pouye (13 points à 6 tirs réussis sur 14) qui est décisive sur les dernières actions. Dans le traditionnel duo franco-espagnol, la France s'impose 52 à 49 avec deux équipes alternativement très en réussite (avec notamment 17-0 des Bleues auquel répond un 13-0 des Ibériques). Peu utilisée en début de tournoi, l'intérieure Nabala Fofana s'illustre avec 11 points à57,5 % de réussite et 7 rebonds en 24 minutes, mais la marque est répartie entre de nombreuses Bleues parmi lesquelles Romane Romane Jeanneaux a su montrer de l'autorité à la mène. La France termine première de son groupe en battant des Hongroises jusque-là impressionnantes et qui ont même mené la course en tête jusqu'à la mi-temps (19-30). Au retour des vestiaires, Tima Pouye et Kadiatou Sissoko sonnent la révolte. Intraitables en défense, les Françaises ne parviennent pas à creuser d'écart mais maîtrisent leurs bien les derniers instants pour s'imposer d'une courte tête. Tima Pouye est la meilleure tricolore avec 12 points, alors que Naomie Mbandu et Nabala Fofana ont capté 11 et 10 rebonds.
En quarts de finale, les Françaises jusqu'ici invaincues sont battues par des Portugaises (54-62) moins en réussite jusqu'alors. Portées par leur public, les Ibères s'imposent avec trois joueuses majeures Ana Ramos (21 points, 12 rebonds et 6 passes décisives), Maryam Ramalho-Chermiti (18 points) et Beatriz Jordao (14 points, 7 rebonds et 6 contres). Les 13 points de Tima Pouye et les 11 de Carla M'Baye sont insuffisantes face à l'euphorie de leurs adversaires. En match de classement, les Bleuettes s'imposent de justesse 61 à 59 face aux Russes et décrochent ainsi leur qualification pour le Mondial U17. La Russie prend rapidement 10 points d'avance (12-22) dans le premier quart-temps. Leur avance atteint même 17 points au début de la seconde mi-temps avant que les Françaises ne réussissent 14 points de rang, notamment avec Naomie Mbandu (6 points, 9 rebonds et 5 interceptions), pour rester à portée de leurs adversaires (44-50) au début du dernier quart-temps. Meilleure tricolore, Tima Pouye (18 points, 4 rebonds et 3 passes décisives) égalise sur un tir à 3 points à l'entrée de la dernière minute. Après deux échecs russes, Emmanuelle Tahane réussit au buzzer le tir d'une victoire longtemps inespérée. Pour le dernier match de classement, la Lettonie dispose de la France 46 à 45, qui avait pris un mauvais départ (21-29 à la 20e). Un seul point sépare les deux équipes comme pour leur rencontre en poule, mais cette fois en défaveur des Bleues. Tima Pouye est la meilleure marqueuse française avec 9 points mais avec seulement 3 tirs convertis sur 14 tentés et Daphné Gnago prend huit rebonds.
Après la compétition, la coach Cathy Melain fait part de son sentiment sur cette compétition : « Le sentiment est plutôt mitigé. Effectivement, on a rempli l'objectif qui était de se qualifier pour le championnat du monde U17 l'été prochain, donc c'est satisfaisant. Mais on ne peut pas s'empêcher de penser qu'on aurait pu aller plus haut. On ne sait pas jusqu'où, mais on aurait pu avoir un meilleur classement et s'approcher du podium sur cette compétition (...) Un quart de finale est toujours compliqué à aborder. Et cela a été accentué par le fait qu'il y avait 4 000 personnes dans la salle pour faire du bruit et pousser l'équipe portugaise. Et qu'à cet âge, les filles n'avaient jamais vécu cela. » Si les Bleuettes ont eu la meilleure défense du tournoi (51,7 points concédés), le fait d'avoir seulement la 14e attaque sur 16 (54,4 points inscrits) les a pénalisées.

### 2016
Les Bleues s'imposent dans le match d'ouverture 51 à 44 face à la Croatie. Kenza Salgues (7 points et 4 rebonds, mais à 2/13 aux tirs) permet aux siennes de prendre le meilleur départ dans le premier quart temps (13-6). La Croatie se relance mais Océane Monpierre conclut un 11-0 qui permet aux siennes d'atteindre la mi-temps avec une bonne avance (28-17). Maria Guramare (10 points et 6 rebonds)porte l'écart à 14 points mais les Croates refusent d'abdiquer et se rapprochent à 4 points. Dans la dernière minute, Kendra Chéry et Zoé Wadoux (10 points) rentrent les lancers francs décisifs. Malgré une rotation généreuse de l'effectif, les Françaises se sont imposées facilement lors de la deuxième rencontre face à la Suède. Iliana Rupert (14 points et 7 rebonds en 18 minutes) et Marine Fauthoux (13 points et 6 passes décisives) se sont illustrées lors de succès obtenu sur le score de 71 à 32. Pour le dernier match de poule, la France domine aisément la Slovaquie 77 à 29. Après dix minutes, le score était de 27 à 12. Les Slovaques n'inscrivent que cinq points dans le deuxième acte (47-17) face à des Bleuettes qui ne relâchent pas la pression jusqu'au terme de la rencontre.
En huitièmes de finale, la France surclasse la Serbie 85 à 50 qui n'aura résisté que cinq minutes avant d'encaisser un 14-0 mené par Océane Monpierre (13 points et 4 rebonds) et Zoé Wadoux (16 points en 14 minutes). Après dix minutes, le score est déjà de 27 à 12 et se creuse notamment avec Marine Fauthoux (11 points). Les Bleuettes ne lâchent même que 6 points au troisième quart-temps.
En quarts de finale, la Lituanie ne fait de nouveau pas de détail avec une victoire 76 à 36 sur la Lituanie. Paloma Wouts (20 points) et les siennes dominent sans partage le deuxième quart-temps avec un 17-1 sans appel pour être déjà hors de portée à la mi-temps (44-21). Avec 27 interceptions et 10 contres, Tenin Magassa (9 points, 8 rebonds et 4 contres en seulement 17 minutes) et Iliana Rupert (10 points et 5 rebonds) ont été particulièrement dominatrice es en défense. La belle aventure se termine en demi-finales avec face à des Allemandes plus fortes au rebond (47 à 35). le bon départ de Kenza Salgues (12 points mais à 5/16 aux tirs) et Zoé Wadoux, n'est pas confirmé en raison de l'incapacité à créer des contre-attaques mais aussi à prendre des bonnes positions de tir (28 % d'adresse dont 6 sur 32 à trois points). La future MVP du tournoi Luisa Geiselsöder (20 points et 9 rebonds) donne l'avantage aux siennes. Malgré deux tirs longue distance de Marine Fauthoux (11 points, 3 rebonds et 4 passes décisives), les Allemandes mènent encore 39 à 43 à deux minutes de la fin. Elles égalisent mais Iliana Rupert fait faute sur le dernier tir de Jessika Schiffer qui lui permet de convertir un lancer franc et de s'imposer 44 à 43 sur la France. Pour le gain de la troisième place, la France retrouve sa domination en infligeant d'entrée un 10-0 mené par Kenza Salgues (16 points, 3 rebonds et 3 passes décisives) et Océane Monpierre (9 points et 5 rebonds). Les Italiennes sont largement dominées (17-6 à la 10e puis 40-19 à la 20e). Malgré une large rotation, les Bleues gardent l'avantage avec Iliana Rupert (13 points et 2 rebonds). L'équipe de France l'emporte 68 à 50 pour emporter une médaille de bronze. Le dernier podium de la catégorie U16 datait de 2010 avec la génération 1994 menée notamment par Olivia Époupa et Valériane Ayayi. Il s'en est fallu de peu en demi-finale pour le résultat soit encore meilleur pour une génération à suivre dans les prochaines années.

### 2017
Malgré l'absence de Marine Fauthoux, ménagée car de retour de blessure, la France remporte son premier match 70 à 52 face à la Turquie. Elle l'emporte dans chacun des quarts-temps avec des performances de Zoé Wadoux (18 points à 6/13 en 24 minutes), Kendra Chery (16 points à 6/12, 7 rebonds, 3 passes décisives et 5 balles perdues pour 16 d'évaluation en 24 minutes) et Iliana Rupert (13 points à 4/7, 8 rebonds et 4 interceptions pour 18 d'évaluation en 18 minutes). Après avoir largement dominé la Biélorussie, l'équipe de France s'impose assez aisément 68-45 face à la Lettonie, qui était l'autre équipe invaincue de la poule, avec une Kendra Chery encore en vue (25 points à 11/17, 7 rebonds et 6 interceptions pour 32 d'évaluation en 25 minutes). Le troisième quart-temps a été encore plus dominé (23-7) avant une dernière période ratée (7-13). L'écart final reste tout de même important (68-45). En huitièmes des finales, les Bleues affronteront les Roumaines contre lesquelles elle s'imposent très aisément 68 à 25 dominant très largement le rebond (56 à 33) pour compenser leurs 20 balles perdues. Iliana Rupert (12 points à 6/12, 10 rebonds et 3 passes décisives pour 18 d'évaluation en 24 minutes) et l'arrière Anaia Hoard (4 points à 2/7, 10 rebonds, 3 passes décisives et 2 interceptions pour 13 d'évaluation en 29 minutes) se sont mises en évidence alors que la meneuse Marine Fauthoux remise de sa blessure au coude a pu faire ses débuts en compétition (16 minutes pour 7 points à 2/7 et 1 passe décisive).
En quarts de finale, qualificatifs pour le Mondial U17, la France affrontera la Pologne. Championne de la catégorie en 2015, la Pologne avait battu la République Tchèque au tour précédent et prend le meilleur départ. Rupert (14 points, 9 rebonds, 3 passes décisives et 5 contres en 22 minutes) et Wadoux permettent aux Tricolores de repasser devant à la fin de la première période (14-12). Intraitables en défense, les Bleues s'envolent avec Wadoux (19 points et 5 rebonds en 20 minutes), Hoard et Drame pour arriver à la pause sur le score de 47 à 26. Les Bleuettes gardent leur avance à la fin du 3ème quart (57-35). Marine Fauthoux est sereine à la mène avec 10 points et 2 passes décisives. Alors que les Polonaises réduisent l’écart à 18 points, Zoé Wadoux répond avec trois paniers primés consécutifs pour enflammer le Palais des sports du Prado pour conclure sur le score de 76 à 42. En demi-finale, la France est opposée à l'Italie qui a battu l'Espagne 50 à 49 en quarts,. En demi-finale, la France bat l'Italie 74 à 57 mais les Françaises ne menaient que d'un point (32-31) à la mi-temps face à l'adversaire le plus relevé rencontré depuis le début du tournoi, notamment à cause de deux fautes rapides d'Iliana Rupert. Wadoux envoie encore deux nouveaux tirs primés tandis que Kendra Chery marque dans la peinture, mais la meneuse transalpine Ilaria Panzera garde les siennes dans le match. En seconde mi-temps, l'impact physique des Bleuettes a fini par user les Italiennes limitées à 27,1 % de réussite aux tirs, mais aussi 51 rebonds concédés et 32 d'évaluation collective contre 92. Associée à  Marine Fauthoux, Iliana Rupert forme un duo dominant (17 points à 5/9 aux tirs et 7/10 aux lancers francs, 14 rebonds pour 24 d'évaluation en 21 minutes). Les efforts de Caterina Gilli n'y peuvent rien car Wadoux de loin et Chery ne clôture dans la peinture tuent le suspens avant terme,. La capitaine Marine Fauthoux inscrit 17 points.
En finale, la France s'impose 63 à 55 contre la Hongrie qui disputait sa première finale de la catégorie depuis 1976. La France est pourtant débordée en début de rencontre par les Hongroises bien emmenées par Reka Manyoky (9 points, 7 rebonds et 8 passes décisives) provoquant de nombreuses pertes de balles des Tricolores. Menées 22 à 10 au milieu du deuxième quart-temps, les Françaises se relancent avec le retour d'Iliana Rupert pour inscrire un 16-2. Zoé Wadoux (22 points et 4 rebonds à 6/13 à 3 points) et Marine Fauthoux (11 points et 2 rebonds) permettent de virer en tête 26-24 à la pause. La Hongrie ne renonce pas avec Reka Dombay (16 points et 5 rebonds) mais la France continue à marquer mais aussi à défendre avec une Kendra Chery dissuasive. La Hongrie tente à plusieurs reprises de se rapprocher mais elle n'est jamais en danger devant un Prado garni de 2 500 spectateurs. Sur le tournoi, les Bleuettes s'imposent par un écart moyen de 27 points, seule la Hongrie finissant en dessous des 17 unités,.
Si Kendra Chery (11,4 points et 6,1 rebonds en plus d'une défense rarement vue à ce niveau) et Marine Fauthoux (11,3 points en moyenne sur quatre matchs joués ) ont ait fait aussi forte impression, Iliana Rupert et Zoé Wadoux ont été nommées dans le meilleur cinq de la compétition. Cette dernière a fait admirer son adresse (25/63 à 3 points, soit près de 40 % de réussite) et se classe seconde marqueuse du tournoi (15,8 points) en seulement 23,6 minutes de jeu, tout en ajoutant 3,7 rebonds, 1,7 passe décisive et 1,2 interception. Iliana Rupert (13,7 points, 10,5 rebonds et 1,7 contre de moyenne en seulement 22 minutes de jeu, meilleure évaluation de la compétition avec 20,6) est sans conteste la meilleure joueuse de tout le tournoi avec un niveau encore haussé pendant la phase finale avec 16,3 points (à 59 % aux tirs), 11 rebonds et 2,3 contres de moyenne,.

### 2018
Les Françaises connaissent un revers dès leur première rencontre 56 à 51 face à la république tchèque. Bien qu'en tête à la mi-temps (30-23), elles perdent pied dans le dernier quart temps en n'y inscrivant que 5 points faute d'adresse extérieure avec un cruel 2/19 à trois points. Lors de la deuxième journée, les Françaises battent les Belges 78 à 37 après avoir déjà creusé l'écart dans le premier quart temps (23-12). Les douze joueuses sont entrées sur le parquet Serena Kessler (14 points à 6/13, 9 rebonds, 5 passes décisives et 4 interceptions pour 23 d'évaluation en 24 minutes) et Sara Roumy (16 points à 6/9, 3 rebonds, 4 passes décisives et 4 interceptions pour 21 d'évaluation en 22 minutes) se mettant en valeur dans un collectif bien huilé avec 25 passes décisives pour 32 paniers marqués. Une victoire face à Turquie (63 à 53) donne aux Françaises la deuxième place de leur groupe. L'équipe s'est rapidement nettement détachée pour mener 52 à 31 avant un dernier quart temps moins assuré mais dans lequel elles n'ont jamais été en danger. Bintou Moctar (17 points), Sara Roumy (11 points) et Serena Kessler (12 points) se sont mises en valeur.
L'équipe l'emporter sans trembler contre la Serbie reléguée sur le score de 40 à 9 à la mi-temps et 77 à 33, score final. Le match sera plus difficile contre l'Italie qui reste sur des bases élevées en poule et en huitièmes de finale (75,7 points marqués, 38,7 points encaissés). Dans ce match d'un bon niveau, les Françaises se montrent combatives en première mi-temps mais n'ont qu'un point d'avance à la pause (31 à 30). Dans le troisième quart temps, Sara Roumy (15 points et 2 rebonds) et Serena Kessler (14 points et 13 rebonds) le portent à 10 unités mais Martina Spinelli et Ilaria Panzera trouvent les ressources pour ramener l'Italie dans la course. Les Françaises mènent encore de 4 points à 80 secondes de la fin de la rencontre, mais la mauvaise gestion des dernières possessions et des lancers francs manqués les amènent à une amère défaite 59 à 61. En match de classement, les Françaises disposent de la Pologne 70 à 46. Si l'écart n'est que de 5 points avant le dernier quart temps (41-36), celui-ci est remporté 29-10 grâce notamment à Palmire Mbu qui inscrit 20 points à 8/12 aux tirs dont 3/3 à trois points, 7 rebonds, 2 passes et 2 contres en 31 minutes et Louise Bussiere avec 14 points à 50% aux tirs et 12 rebonds en seulement 20 minutes.
Pour le gain de la cinquième place, les Bleuettes battent les Russes 73 à 50 en creusant l'écart lors du deuxième quart temps remporté 17 à 2. Dominante aux rebonds (44 à 34), plus collective (23 passes décisives à 15), la France s'impose sans trembler avec notamment Serena Kessler qui termine la rencontre avec 18 points à 8/11 aux tirs et 7 rebonds pour 23 d'évaluation en 24 minutes.

### 2023
Le championnat d'Europe 2023, qui se déroule du 11 au 19 août 2017 à Izmir (Turquie), est remporté par la France qui bat en finale l'Espagne 69 à 66, Aïnhoa Risacher étant désignée meilleure joueuse du championnat.

## Résultats

### Palmarès
| Compétitions continentales |
| --- |
| - EuroBasket U16 (5) - Vainqueur en 2001, 2007, 2017, 2022 et 2023 - Finaliste en 2005 et 2024 - Troisième en 1997, 1999, 2008, 2009, 2010 et 2016 |

### Parcours en compétitions internationales

#### Eurobasket U16
| Année | Position      |      | Année     | Position |                              | Année | Position |
| 1976  | Non qualifiée | 2001 | Vainqueur | 2015     | 6e                           |       |          |
| 1978  | 7e            | 2003 | 5e        | 2016     | Troisième                    |       |          |
| 1980  | 9e            | 2004 | 7e        | 2017     | Vainqueur                    |       |          |
| 1982  | 7e            | 2005 | Finaliste | 2018     | 5e                           |       |          |
| 1984  | 9e            | 2006 | 5e        | 2019     | 4e                           |       |          |
| 1985  | 8e            | 2007 | Vainqueur | 2020     | Annulé en raison du Covid-19 |       |          |
| 1987  | 6e            | 2008 | Troisième | 2021     | Annulé en raison du Covid-19 |       |          |
| 1989  | 8e            | 2009 | Troisième | 2022     | Vainqueur                    |       |          |
| 1991  | 8e            | 2010 | Troisième | 2023     | Vainqueur                    |       |          |
| 1993  | 6e            | 2011 | 7e        | 2024     | Finaliste                    |       |          |
| 1995  | Non qualifiée | 2012 | 5e        | 2025     | -                            |       |          |
| 1997  | Troisième     | 2013 | 5e        | 2026     | -                            |       |          |
| 1999  | Troisième     | 2014 | 4e        | 2027     | -                            |       |          |